# Blastothrix kuwanai
Blastothrix kuwanai är en stekelart som beskrevs av Sugonjaev 1989. Blastothrix kuwanai ingår i släktet Blastothrix och familjen sköldlussteklar. Inga underarter finns listade.